# Consolat de Croàcia a Barcelona
El Consolat Honorari de la República de Croàcia és la missió diplomàtica de Croàcia a la ciutat de Barcelona. Es troba al número 165-167 del carrer Comte d'Urgell, al districte de l'Eixample.
El consolat general és supervisat per l'ambaixada croata a Madrid. La seva jurisdicció abasta Catalunya, el País Valencià i l'Aragó.

## Història
A principis de juliol de 1942, el govern de l'Estat independent de Croàcia va establir a Catalunya el Consolat General de l'Estat independent de Croàcia al número 464 de l'avinguda Gran Via de les Corts Catalanes (en aquell moment, Avenida de José Antonio Primo de Rivera). El consolat, sota el lideratge del cònsol Pascual Trullol Canals, va sobreviure anys més enllà de la fi del règim dels ústaixes gràcies la protecció d'Espanya franquista.
En temps de democràcia i de la nova independència de Croàcia als anys 90, el consolat —aquest cop, honorari— va ser inaugurat oficialment l'11 de juliol de 2002 en el marc d'una estratègia del govern croat liderat per Stjepan Mesić per potenciar la seva integració a l'economia internacional i atraure inversió estrangera pel seu país.
El març de 2020, el titular del jutjat d'Instrucció número 10 va imputar, entre d'altres, el cònsol honorari Juli Bàrcena per un delicte de blanqueig de diners a una xarxa dedicada al tràfic de drogues que havia sigut desarticulada. Malgrat l'esclat de l'escàndol, Juli Bàrcena va romandre en el càrrec un temps més.
D'ençà del 23 de maig de 2023 fins a l'actualitat, la cònsol general és Ivana Herak.